# Afar (região)
Afar é uma das nove kililoch (plural, singular = kilil) quer dizer um estado étnico da República Federal da Etiópia. É conhecida formalmente por Região 2. Está em fase de estruturação uma nova capital para a província, Semera. Afar é também o nome dum grupo étnico no Corno de África, os Afares, cujo território é divido pelos países Eritreia, Etiópia e Djibouti. 

## Geografia e geologia
Os principais pontos de interesse na geografia da região incluem a Depressão de Afar, o vulcão ativo de Erta Ale, e os parques nacionais de Awash e Yangudi Rassa
A Depressão de Afar, trata-se de uma junção tripla de placas tectônicas, e uma das regiões vulcânicas mais ativas do planeta. Essa atividade vulcânica contínua provoca uma abundância de minerais como enxofre, sais, bentonita e gipsite. Um grupo de cientistas foi a Afar saber mais sobre o povo e procurar extremófilos no "lago de lava" de uma das crateras do vulcão Dallol. Isso foi exibido no documentário "Afar: Terra de extremos" do Discovery Channel.